# 会津大盐站
會津大鹽站（日语：／ Aizu-ōshio eki */?）是一個位於福島縣大沼郡金山町大字大鹽，屬於東日本旅客鐵道（JR東日本）只見線的鐵路車站。

## 車站結構

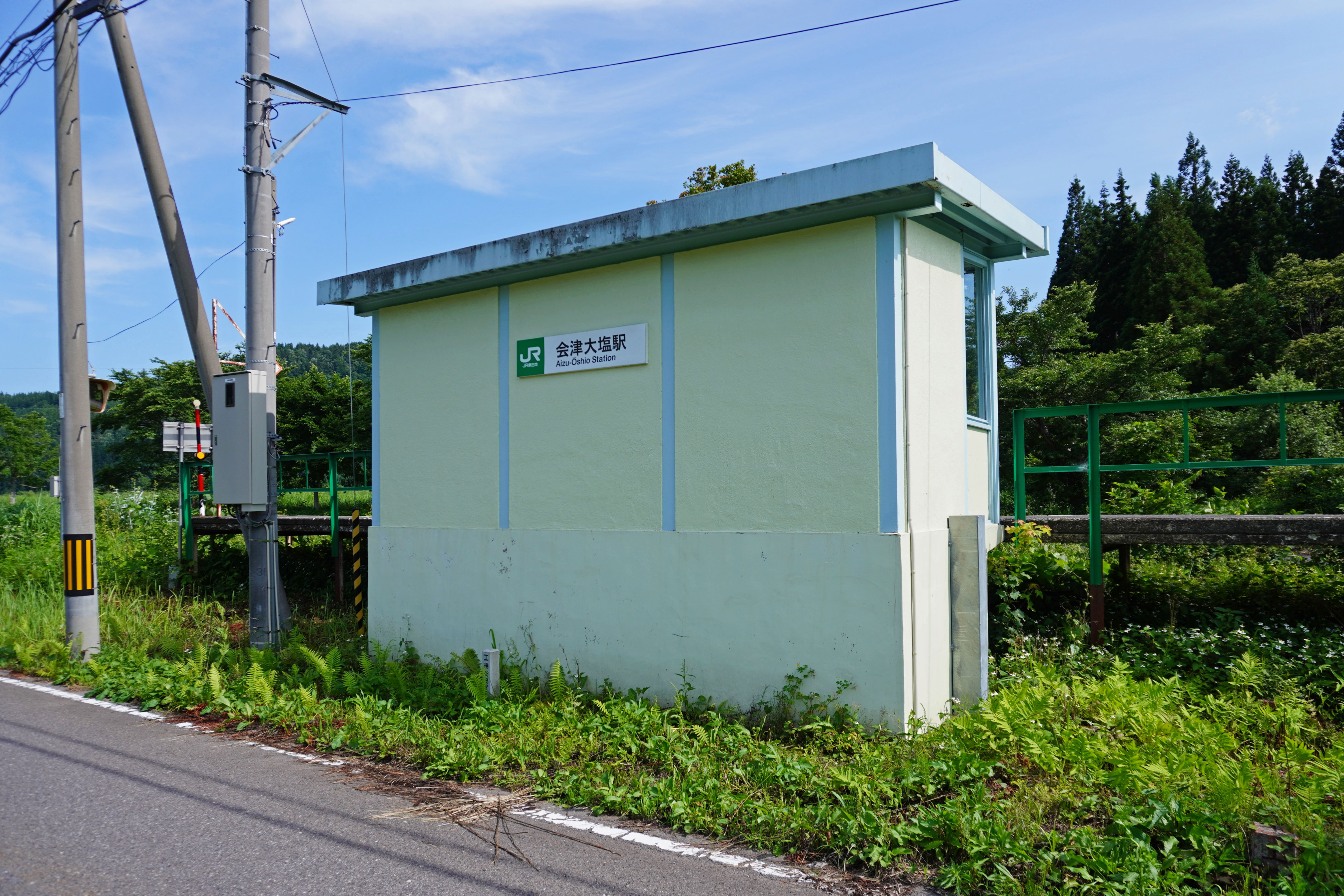
候車室外觀（2023年7月）

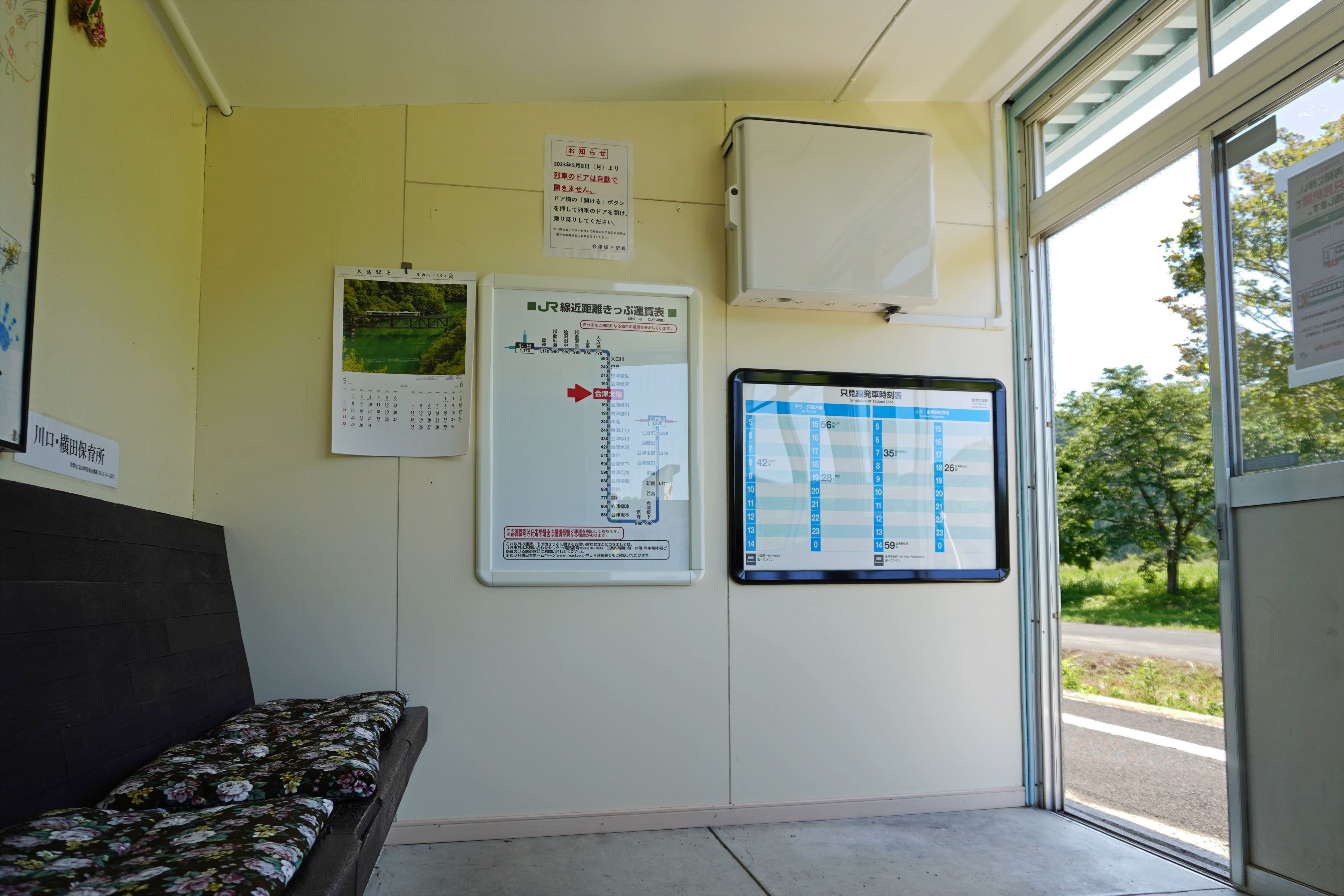
候車室內（2023年7月）

側式月台1面1線的地面車站。因月台長度短，兩節車廂以上的列車停靠時，只能從前進方向的第一節車廂上下車。本站沒有站房，只有簡易候車室。

## 相鄰車站
東日本旅客鐵道
■只見線
會津橫田－會津大鹽－會津鹽澤